# Protocolo de Annapolis
Protocolo de Annapolis) ou, na sua forma portuguesa, de Anápolis. Organização Mundial de Saúde - WHO ( do inglês World Health Organization). Tratado Internacional estabelecido em 1 de março de 1999 na cidade de Annapolis, estado de Maryland, Estados Unidos da América. A carta compromete os países membros da Organização das Nacões Unidas no que diz respeito ao lançamento de esgotos sanitários ao mar. Portanto, tem a ver com os projetos de emissários submarinos. Tratado semelhante é o Protocolo de Kyoto o qual regula a emissão de poluentes na atmosfera.
A Organização Mundial de Saúde, com o patrocínio solidário da USEPA, publicou em 1999, o "Protocolo de Annapolis", inserido em uma série de documentos denominada como Proteção do Meio Ambiente do Homem - Água, Saneamento e Saúde. Este documento oficial da OMS e USEPA comenta, em seu texto, os sistemas de disposição de esgotos sanitários que empregam emissários submarinos longos, nos seguintes termos:
| “ | "Assume-se que emissários submarinos longos são aqueles convenientemente projetados, em termos de sua extensão e profundidade de descarga, de forma a assegurar uma baixa probabilidade da pluma de mistura esgotos / águas marinhas vir a atingir as zonas locais de balneabilidade. Nestas condições, um emissário longo apresenta-se como uma alternativa de muito baixo risco para a saúde humana, na qual é improvável que um banhista venha a ter contato físico com esgotos sanitários, sejam tratados ou brutos." | ” |